# Chàlia
Chàlia (Chalia o Chaliya) (plural Chàlies), són una casta de Sri Lanka.
Sota colonització europea estaven especialitzats en la recol·lecció de canyella. Algunes vegades es van revoltar (1692, 1723) o declarar en vaga.
El cap de la casta era el Duraya.